# Субпрефектура Піньєйрус
Субпрефектура Піньєйрус (порт. Subprefeitura de Pinheiros) — одна з 31 субпрефектури міста Сан-Паулу, розташована на заході міста. Її повна площа 31,7 км², населення понад 270 тис. мешканців. Складається з 4 округів:
- Піньєйрус (Pinheiros)
- Алту-ді-Піньєйрус (Alto de Pinheiros)
- Жардін-Пауліста (Jardim Paulista)
- Ітайм-Бібі (Itaim Bibi)